# Стальной пакт
Герма́но-италья́нский догово́р о сою́зе и дру́жбе (дата подписания — 22 мая 1939 года, место подписания — Берлин; другое наименование «Стально́й пакт»; название было призвано показать нерушимость союза Германии Гитлера и Италии Муссолини) — международный договор (пакт), подписанный Германией и Италией с целью ещё раз подтвердить действие положений Антикоминтерновского пакта и двухсторонне оговорить взаимные союзнические обязательства. Он содержал обязательства сторон о взаимопомощи и союзе в случае военных действий с любой третьей страной, договорённости о широком сотрудничестве в военной и экономической сферах. «Стальной пакт» стал отправной точкой образовавшегося военно-политического блока Германии и Италии накануне начала Второй мировой войны.
Договор был подписан министрами иностранных дел: Иоахимом фон Риббентропом и Галеаццо Чиано.
Существует мнение, что, подписывая пакт, Муссолини  надеялся, что это соглашение наделит его каким-то правом голоса. Он рассчитывал, что, взяв на себя обязательство поддержать Германию в случае войны, он сможет определять и время ее начала; и он настаивал, что Италия не будет готова к войне раньше 1942 или 1943 г. Немцы придавали «Стальному пакту» меньшее значение. Они заключили его почти случайно, в качестве утешения после провала переговоров о тройственном союзе с Японией.